# Sgùrr
Albums de Thy Catafalque
Rengeteg
(2011) Meta
(2016)
Sgùrr est le sixième album studio du groupe hongrois de metal avant-gardiste Thy Catafalque, publié le 16 octobre 2015 par Season of Mist.

## Liste des chansons
Toutes les chansons sont écrites et composées par Tamás Kátai.
| No | Titre                                         | Durée |
| -- | --------------------------------------------- | ----- |
| 1. | Zúgó                                          | 0:19  |
| 2. | Alföldi kozmosz                               | 4:15  |
| 3. | Oldódó formák a halál titokzatos birodalmában | 15:21 |
| 4. | A hajnal kék kapuja                           | 2:43  |
| 5. | Élő lény                                      | 4:43  |
| 6. | Jura                                          | 2:48  |
| 7. | Sgúrr Eilde Mór                               | 16:02 |
| 8. | Keringő                                       | 5:00  |
| 9. | Zúgó                                          | 0:26  |